# L'Esquerd Foradat
L'Esquerd Foradat és una muntanya de 1.613 metres que es troba al municipi de Guardiola de Berguedà, a la comarca catalana del Berguedà.